# Afdelinger i Danmarks Socialdemokratiske Ungdom
Denne artikel er en liste over lokale afdelinger af Danmarks Socialdemokratiske Ungdom (DSU).

## DSU Vordingborg
- Eksisteret siden 11. januar 2020
- Formand, Nicolaj Sørensen
- Næstformand, Valdemar Alban
- Kasserer, Rasmus Oxfeldt Larsen
- Bestyrelsesmedlem, Isabella Breitenstein Jørgensen
- Bestyrelsesmedlem, Morten Thornelius
- 1. suppleant, Isabella Schnegelsberg

## DSU Varde
- Søren Stubkjær Pedersen blev valgt til formand i 2012.[1]

## DSU Aalborg
- Kim Nøhr Skibsted var formand for DSU Aalborg i perioden 1983-1985[2]
- Mette Frederiksen var formand for DSU Aalborg Kommune i perioden 1995-1996.[3]

## DSU Hillerød
- DSU-afdelingen for Hillerød kommune
- Formand Malthe Kairies [4]

- Næstformand William Chantelou [5]

## DSU København
- Distrikt i Danmarks Socialdemokratiske Ungdom
- Distriktssekretær Sofie Kümpel[6]
- I distriktet hører afdelingerne:
  - DSU København City
  - DSU København Nord
  - DSU Vesterbro-Sydhavnen
  - DSU Valby
  - DSU Amager
  - DSU Frederiksberg
  - Frit Forum København
  - Frit Forum CBS

## DSU Odense
- Afdeling i Danmarks Socialdemokratiske Ungdom
- Formand Emma Talbro[7]

## DSU Aarhus
- Afdeling i Danmarks Socialdemokratiske Ungdom
- Formand Anna Sommer[8]

## DSU Esbjerg
- Afdeling i Danmarks Socialdemokratiske Ungdom
- Formand Mads Lustrup[9]